# Mitunternehmerschaft
Eine Mitunternehmerschaft ist der Zusammenschluss mehrerer natürlicher oder juristischen Personen (Mitunternehmer) zur gemeinsamen Erzielung von Einkünften aus Land- und Forstwirtschaft, Einkünften aus Gewerbebetrieb oder Einkünften aus selbständiger Arbeit.
Mitunternehmerschaft ist ein rein steuerrechtlicher Begriff. Mitunternehmer im Sinne des § 15 Abs. 1 Nr. 2 EStG ist, wer als Gesellschafter einer Personengesellschaft Mitunternehmerrisiko trägt und Mitunternehmerinitiative entfalten kann. 
Das Ergebnis einer Mitunternehmerschaft wird nach § 15 Abs. 1 Nr. 2 EStG und verfahrensrechtlich nach § 179, § 180 AO gesondert und einheitlich für alle Beteiligten festgestellt und auf die Mitunternehmer verteilt.

## Mitunternehmer
Mitunternehmer ist, wer Mitunternehmerrisiko trägt und Mitunternehmerinitiative entfalten kann.
- Mitunternehmerrisiko (auch als Mitunternehmerchance bezeichnet): Darunter ist die Teilhabe am Erfolg oder Misserfolg des Unternehmens insbesondere durch die Beteiligung am laufenden Gewinn und Verlust sowie an den stillen Reserven der Gesellschaft.
- Mitunternehmerinitiative: Darunter ist die Teilhabe an unternehmerischen Entscheidungen zu verstehen. Deutlich wird dies durch die Ausübung von Stimm-, Kontroll- und Widerspruchsrechten. Dabei genügt die Stellung eines Kommanditisten.

Beide Merkmale können jedoch im Einzelfall mehr oder weniger ausgeprägt sein.
Beispiele:
- Gesellschafter einer GbR, OHG, KG, soweit die Gesellschaft Gewinneinkünfte im Sinne des Steuerrechts erzielt.
- Unterbeteiligter an einem Gesellschaftsanteil einer Mitunternehmerschaft
- Berufsausübungsgemeinschaft
- Gemeinschaftspraxis
- Sozietät
- Partnerschaftsgesellschaft
- Partner einer Gütergemeinschaft, soweit zum Gesamtgut ein land- und forstwirtschaftlicher Betrieb oder ein Gewerbebetrieb gehört.

## Gewinnermittlung
Der Gewinn oder Verlust eines Mitunternehmers wird in zwei Stufen ermittelt:

### Gesamthandsgewinn oder -verlust
- Auf der ersten Stufe ist der Gewinn der Mitunternehmerschaft zu ermitteln (gesamthänderisch erwirtschafteter Gewinn).
- Bei einem Gesellschafterwechsel ist i. d. R. eine Ergänzungsbilanz für den betroffenen Gesellschafter erforderlich. Die Ergänzungsbilanz ist nicht Teil der Gesamthandsbilanz. Sie weist zusammen mit der Gesamthandsbilanz den steuerlich zutreffenden Anteil am Gesamthandsvermögen des einzelnen Gesellschafters aus. Hat bspw. ein Gesellschafter Anteile eines anderen Gesellschafters gegen Abgeltung der stillen Reserven erworben, so sind seine Anschaffungskosten in seiner Ergänzungsbilanz darzustellen. Daraus ergibt sich z. B. bei Gebäuden ein erhöhtes Abschreibungspotential.

### Gewinn oder Verlust aus Sonderbilanzen
- Auf der zweiten Stufe ist der aus dem Sonderbetriebsvermögen der Mitunternehmer erwirtschaftete Gewinn zu ermitteln.
- Sonderbetriebsvermögen (SBV) sind alle Wirtschaftsgüter, die der Sphäre des Mitunternehmers zuzuordnen sind und die in einer vertraglichen Beziehung zu der Mitunternehmerschaft stehen. Diese werden in der Regel in Sonderbilanzen erfasst.

Beispiel: Ein Mitunternehmer vermietet ein ihm gehörendes Grundstück der Mitunternehmerschaft. Das Grundstück ist Sonderbetriebsvermögen. Sonderbetriebseinnahme ist die Miete, die die Mitunternehmerschaft an den Mitunternehmer zahlt und Sonderbetriebsausgabe sind die Aufwendungen, die der Mitunternehmer im Zusammenhang mit dem Grundstück hat, z. B. Grundsteuer, bei einem bebauten Grundstück auch die Abschreibung.

### Zusammenfassung
Die Gesamtbilanz der Mitunternehmerschaft besteht aus
- Gesamthandsbilanz; diese besteht aus
  - Steuerbilanz I
  - Ergänzungsbilanzen
- Sonderbilanzen

Ermittlung des steuerlichen Gesamtgewinns oder Verlustes der Mitunternehmerschaft gem. § 15 Abs. 1 Nr. 2 EStG (ermittelt sich additiv aus)
- +/- Gesamthandsgewinn oder -verlust (wird verteilt nach der Gewinnverteilungsabrede)
  - +/- Gewinn oder Verlust gemäß Steuerbilanz
    - Einnahmen der Gesellschaft
    - Ausgaben der Gesellschaft (zum Beispiel Mietzahlung an Gesellschafter)

  - +/- Gewinn oder Verlust aus den Ergänzungsbilanzen der einzelnen Mitunternehmer (bis hierhin: Gewinn der 1. Stufe (§ 15 Abs. 1 Nr. 2 Halbsatz 1 EStG))
  - +/- Gewinn oder Verlust aus den Sonderbilanzen der einzelnen Mitunternehmer (wird dem Mitunternehmer direkt zugerechnet) (bis hierhin: Gewinn der 2. Stufe (§ 15 Abs. 1 Nr. 2 Halbsatz 2 EStG))
    - Sonderbetriebseinnahmen 
      - zum Beispiel Mietzahlung der Gesellschaft

    - Sonderbetriebsausgaben
      - zum Beispiel Grundstückskosten der Vermietung an die Gesellschaft,
      - Darlehenszinsen zur Finanzierung des Gesellschaftsanteils

  - +/- Außerbilanzielle Zu- und Abrechnungen gem. § 4 Abs. 5 EStG, § 3 Nr. 40 EStG

Der steuerliche Gesamtgewinn der Mitunternehmerschaft ist gleichzeitig der zu Grunde gelegte Gewerbeertrag (§ 7 Abs. 1 GewStG).

## Sonderbilanz
Die Sonderbilanz weist das Sonderbetriebsvermögen der Gesellschafter aus, hierbei ist zu unterscheiden in Sonderbetriebsvermögen I und Sonderbetriebsvermögen II. Für die Sonderbilanz spielt diese Unterscheidung keine Rolle, sie dient jedoch der Entscheidung, ob ein Wirtschaftsgut Sonderbetriebsvermögen ist. Sonderbetriebsvermögen sind grundsätzlich Wirtschaftsgüter, die notwendiges oder gewillkürtes Betriebsvermögen der Mitunternehmerschaft sind, sich jedoch im bürgerlich-rechtlichen beziehungsweise wirtschaftlichen Eigentum eines oder mehrerer Gesellschafter (und nicht der Gesellschaft) befinden.

### Sonderbetriebsvermögen I
Als Sonderbetriebsvermögen I wird Betriebsvermögen bezeichnet, das der Gesellschaft zur Nutzung überlassen wird.
Beispiel
- Überlassung eines Grundstücks (Bürogebäude) im Eigentum des Gesellschafters Gustav an die Mitunternehmerschaft Gerd und Gustav GmbH und Co. KG.
- Überlassung eines Grundstücks (Bürogebäude) im Eigentum der Gesellschafter Gustav und Gerd an die Mitunternehmerschaft Gerd und Gustav GmbH und Co. KG.
- Überlassung eines Grundstücks (Bürogebäude) im Eigentum der Gesellschafter Gustav und Gerd an die Mitunternehmerschaft Gerd, Gerdi und Gustav GmbH und Co. KG.

### Sonderbetriebsvermögen II
Als Sonderbetriebsvermögen II wird Betriebsvermögen bezeichnet, das der Begründung und Stärkung der Beteiligung des Gesellschafters an der Mitunternehmerschaft dient.
Beispiel
- Gustav musste seinen Anteil an der KG über die Bank finanzieren, das zugehörige Darlehen ist Sonderbetriebsvermögen II.
- Gustav hält einen Anteil an der Haftungs-GmbH. Dieser Anteil wird nur gehalten, um dem Gesellschaftsanteil zu dienen.

### Sonderbetriebseinnahmen und -ausgaben
Im Zusammenhang mit Sonderbetriebsvermögen entstehen Sonderbetriebseinnahmen oder Sonderbetriebsausgaben.
Beispiel 1:
- Gustav überlässt der Gesellschaft ein Bürogebäude und erhält hierfür 10.000 € Miete.
- Die Miete ist Betriebsausgabe der Gesellschaft, sie mindert das Ergebnis der Gesamthandsbilanz (−10.000 €).
- Die Miete ist zugleich Sonderbetriebseinnahme des Gustav, sie erhöht sein Betriebsvermögen und damit das Ergebnis der Sonderbilanz (+10.000 €).
- Die Mietzahlung wirkt jedoch nicht auf die steuerliche Gesamtbilanz der Mitunternehmerschaft (−10.000 € +10.000 € = 0 €).
- Hatte die Mitunternehmerschaft ein Steuerbilanzergebnis von 100.000 €, hat sie weiterhin einen Gewinn von 100.000 €, davon entfallen 10.000 € auf eine Sondervergütung für Gustav und 90.000 € auf den Gesamthandsgewinn, zu verteilen unter den Gesellschaftern.

Beispiel 2:
- Gustav entstehen durch das Bürogebäude Kosten von 4.000 € (Grundsteuer, Darlehenszinsen etc.).
- Diese Kosten sind Sonderbetriebsausgaben des Gustav; sie mindern seinen Gewinn.
- Es verbleibt der Gesamthandsgewinn bei (100.000 € − 10.000 € =) 90.000 €, der Gewinn aus der Sonderbilanz Gustav vermindert sich jedoch auf (10.000 € − 4.000 € =) 6.000 €.
- Die Mitunternehmerschaft hat damit einen steuerbilanziellen Gewinn von (90.000 € + 6.000 € =) 96.000 €. Davon entfallen auf Sonderbilanz Gustav 6.000 € und Gesamthandsgewinn 90.000 €, zu verteilen unter den Gesellschaftern.